# Iron Chef
Iron Chef (料理の鉄人; Ryōri no Tetsujin) är en japansk TV-serie; ett matlagningprogram upplagt som en tävling i en gladiatorliknande arena. I varje avsnitt presenteras ett tema eller en ingrediens, och en känd gästkock utmanar någon av TV-programmets "Iron Chefs". De har en timme på sig att tillaga sin rätt som sedan bedöms av en panel av domare, och en vinnare utses.

### Fotnoter
1. 1 2  hämtat från: engelskspråkiga Wikipedia.[källa från Wikidata]